# Cryptoseptida
Cryptoseptida es un género de foraminífero bentónico de la Subfamilia Ichthyolariinae, de la familia Ichthyolariidae, de la superfamilia Robuloidoidea, del suborden Lagenina y del orden Lagenida. Su especie tipo es Cryptoseptida anatoliensis. Su rango cronoestratigráfico abarca desde el Lopingiense (Pérmico superior) hasta el Carniense (Triásico superior).

## Clasificación
Cryptoseptida incluye a las siguientes especies:
- Cryptoseptida anatoliensis †
- Cryptoseptida fragilis †
- Cryptoseptida kanyoensis †
- Cryptoseptida klebelsbergi †